# Sīāh Sīāh-e Dāyār
Sīāh Sīāh-e Dāyār (persiska: سیاه سیاه دایار) är en ort i Iran.   Den ligger i provinsen Kermanshah, i den västra delen av landet, 500 km väster om huvudstaden Teheran. Sīāh Sīāh-e Dāyār ligger 1 338 meter över havet och antalet invånare är 139.
Terrängen runt Sīāh Sīāh-e Dāyār är platt österut, men västerut är den kuperad. Terrängen runt Sīāh Sīāh-e Dāyār sluttar österut.Runt Sīāh Sīāh-e Dāyār är det ganska tätbefolkat, med 60 invånare per kvadratkilometer. Närmaste större samhälle är Ravānsar, 17,8 km norr om Sīāh Sīāh-e Dāyār. Trakten runt Sīāh Sīāh-e Dāyār består till största delen av jordbruksmark.